# Oman Air

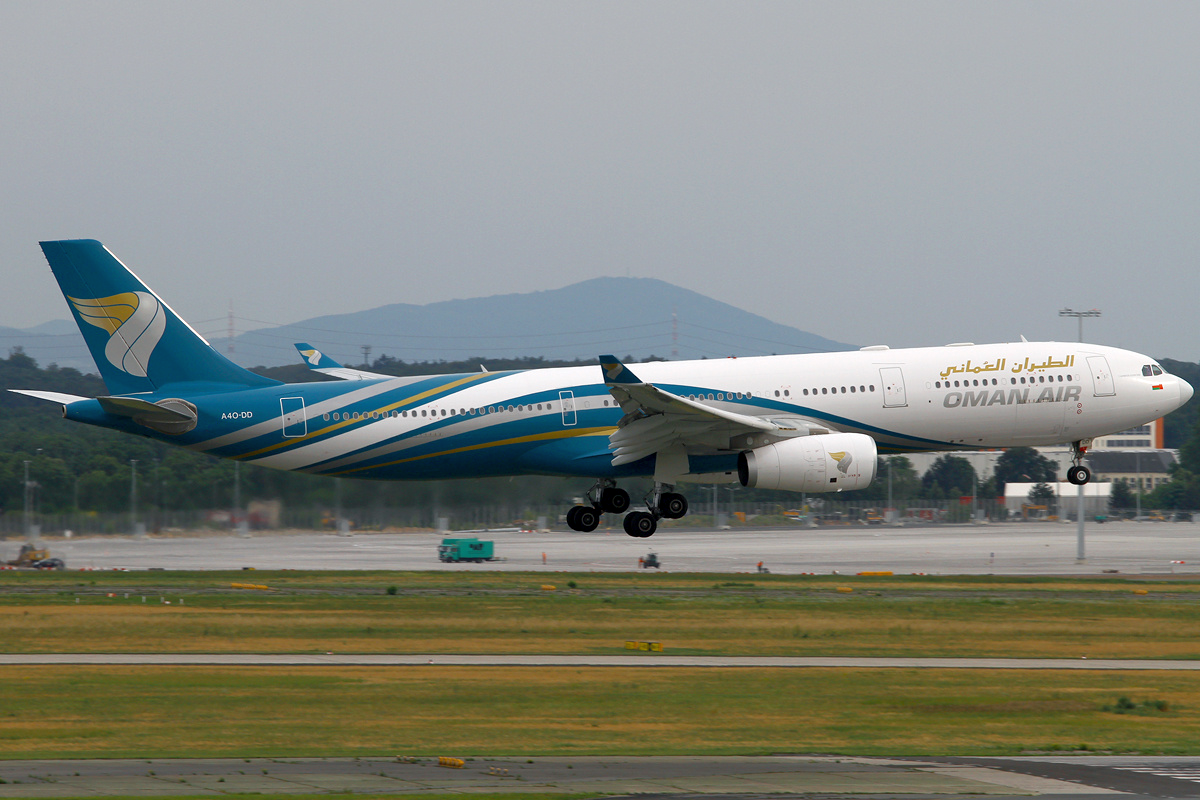
Airbus A330

Oman Air (араб.  الطيران العماني‎) — флагманский перевозчик Омана, штаб-квартира в Маскате. Авиакомпания выполняет регулярные внутренние и международные пассажирские перевозки, а также чартерные рейсы. Базовый аэропорт авиакомпании — международный Аэропорт Маскат.
Oman Air — член Организации арабских авиакомпаний (AACO), IATA и ICAO.

## История
Авиакомпания была основана в 1970 году и именовалась как Oman International Services. В 1981 году Oman Aviation Services стала акционерным обществом. Было приобретено 13 самолетов у Gulf Air. Самолёты Fokker F27-600 были заменены на новые F27-500. В 1993 создана Oman Air.
10 марта 2010 года авиакомпания первая в мире предложила своим пассажирам пользоваться на борту мобильными телефонами и Wi-fi Интернетом.

## Флот
В августе 2021 года флот Oman Air состоял из 51 самолетов, средний возраст которых 6,5 лет: